# 服装規定
服装規定（ふくそうきてい、英語: dress codeドレスコード）は、「軍隊・学校などの集団や、パーティーなどの集会、高級レストランなどにおける服装の規則」のこと。狭義には明確な規則として定められているものを指すが、礼服のマナーとしてその時代や地域における一般的規範を含めて考えられる場合もある。なお、国際儀礼（プロトコル）に基づく公的なパーティでは、招待状にドレスコードが明記される。

## 概要
軍隊の軍服や学校・法執行機関の制服などは規則として定められていることが多いが、一般的に言われるドレスコードはそれらと比べて強制力を持つものではなく、時代の進展によりその規範も徐々に薄れている。なお、礼装について西洋文化では、パーティや集会においては、正礼装（ホワイトタイ）、準礼装（ブラックタイ）、略礼装、平服、などと呼ばれ、また、その集会が行われる時間帯(昼間or夜間)によって昼会服（モーニングコート、アフタヌーンドレスなど）、夜会服（タキシード、燕尾服、イブニングドレス、ディナードレスなど）と区分されるなどの伝統的規範があり、国家の公式行事などでは今日でもそれが適用される。
こうした服装の規定は、個人の生活の中では冠婚葬祭などの特別に改まった場面において顕著に現れてくるが、これらも明文化された規則はなく、マナーとしてその時代の一般常識の範疇にあるため、国や地域、時代による変化は大きい。なお、高級なレストランやホテル、クルーズ客船、カジノで、短パン・サンダル・ノーネクタイが禁止されることもこの一種である。また、品位ある社会人としてスーツを着用する場面において、女性のストッキングは男性のネクタイと同様でその着用がビジネスマナーとされているが、それも広い意味では服装規定に属する観念である。
国会では、参議院だけが院規則で、院内での帽子・コート・襟巻着用及びステッキなどの携帯禁止を定めている（第209条）。

## フォーマルウェア
- 紋付羽織袴
- モーニング（昼会服）
- フロックコート（昼会服）
- ディレクターズスーツ（昼会服）
- 燕尾服（夜会服）
- タキシード（夜会服）
- ウェディングドレス
- カクテルドレス
- イブニングドレス（夜会服）
- ボールガウン（夜会服）
- ローブ・デコルテ（夜会服）
- 裃
- 振袖
- 留袖
- 衣冠

## 結婚式
古来は準礼服以上が基本であったが、現代の一般社会では略礼装レベルが通常であり、日本では「平服でお越しください」と招待状に記載されていることが多い。

## 葬儀
日本以外の国や地域で葬儀に参列する場合は、日本で一般的なブラックスーツ、黒ネクタイの組み合わせは一般的ではないので、現地の衣服習慣に合わせる。通常は濃い色のスーツと地味なネクタイで事足りる。

## スポーツ
各種スポーツで、特に公式の試合における服装規定が制定されている場合がある。また試合に関する諸規定の中に実質的に服装に関する規定が含まれている場合がある。
柔道では競技者の柔道衣、審判の服装に規定がある。加えて国際柔道連盟主催大会ではコーチのドレスコードがある。決勝ブロックではジャケット、フォーマルシューズ着用である。男性コーチはネクタイ着用である。

## 制服との関係
学校・職場などにおける服装規定にあっては、実質的に制服に関する規定の場合（名称が「制服規定」の場合がある）、制服と制服以外の衣装（ワイシャツ、靴下など）を包括的に定める場合、制服を定めずに服装のあり方を規定する場合、などがある。